# Drac
Drac, Drak či Drachen, je je domácí duch z německého folklóru, který přináší do domácnosti, kterou obývá, bohatství. Přes své jméno má jen málo společného s typickým drakem, ač může mít podobu létajícího hada či ohnivé koule. Splývá s elfem (Alp) či čertem (Teufel) a často se udává, že ho majitel získává skrze smlouvu s ďáblem, čímž se podobá čarodějnickému familiárovi. Podobnou bytostí je také „peněžní mužíček“ (Geldmännlein) a mužíček z mandragory. Claude Lecouteux ho přirovnává k lotyšskému pūķisovi, pruskému berstukovi, mazurskému kaubuk a francouzskému matagotovi. Blízký je mu také český plivník neboli zmok, a jeho protějšky ve folklóru dalších západoslovanských národů.
Terminologie týkající se draca a jemu podobných bytostí je velmi složitá a často závisí na regionu či specializaci na určitou potravinu či zboží. Objevují se také výrazy odkazující na jeho oblečení: Rôdjackte („Červená vesta“, Pomořansko) nebo ohnivou povahu: Brandt („Požár“, Vestfálsko); Glushschwanz, Glûswanz („Hořící ocas“), Glûbolt („Horké železo“).
Drac létá vzduchem a do domu vstupuje skrze komín či díru ve střeše. Má podobu hořícího bidla, mužíčka v červené vestě, nebo zvířete jako kuře, kohout či ještěrka. Jindy vypadá jako ohnivá koule či planoucí hvězda. Je úzce spjat s ohněm, což vedlo k ztotožňování s ďáblem, a přebývá v krbu nebo hluboko v peci. Drac je získáván skrze smlouvu s ďáblem, ale může se zrodit jinými způsoby. Líhne se například z vejce bez žloutku, proto se má takové vejce vyhodit. Jeho vlastnictví bylo často přisuzováno farářům, o kterých se často věřilo, že vládnou magickými silami. Draca bylo nutno živit, podávaly se mu tak pokrmy jako koláče, maso, mléko nebo jáhlová kaše. Když není krmen, tak se mstí, typicky založením požáru. Za špatné služby ale může být potrestán výpraskem. Protože dracovy služby mohou přinášet různé problémy, tradovaly se různé způsoby, jak se ho zbavit. Ty zahrnovaly především zametení celého stavení, vymetení komína, zbavení se zbytných věcí,  dary potřebným či církvi a obřadné obcházení domu. Obilí se před krádeží dracem mělo chránit vyskládáním snopů v každém z rohů stodoly do kříže.